# Zanthoxylum avicennae
Zanthoxylum avicennae es una especie de árbol perteneciente a la familia de las rutáceas.

## Descripción
Es un  árbol de hoja caduca, que alcanza un tamaño de  15 m de altura. Las ramitas y hojas son glabras, con espinas. Las hojas 11-21 folioladas, el raquis alado; las hojas opuestas, ovadas oblicuamente, romboidales, obovadas o falcadas, de 2.5-7 × 3.1 cm, las glándulas de aceite visibles en las hojas frescas, el ápice mucronado a romo. Las inflorescencias son terminales, con muchas flores, el raquis rojo púrpura.  Pedicelo rojo púrpura.  Sépalos verdes, anchamente ovados. Pétalos de color blanco amarillento, de 2,5 mm. El fruto en forma de folículos pálido púrpura o rojo, de 4-5 mm de diámetro, con glándulas sebáceas numerosas, grandes y que sobresalen un poco. Semillas de 3.5-4.5 mm de diámetro. Fl. Junio-agosto, fr. Octubre-diciembre.

## Distribución y hábitat
Se encuentra en los bosques secundarios en las tierras bajas planas, en laderas y valles, a una altitud de  400-700 metros, en Fujian, Guangdong, Guangxi, Hainan, Yunnan en China y en India, Indonesia, Malasia, Filipinas, Tailandia y Vietnam.

## Taxonomía
Zanthoxylum avicennae fue descrita por (Lam.) Augustin Pyrame de Candolle y publicado en Prodromus Systematis Naturalis Regni Vegetabilis  1: 726, en el año 1824.
Sinonimia
- Fagara avicennae Lam. basónimo
- Zanthoxylum avicennae var. tonkinense Pierre
- Zanthoxylum avicennae var. touranense Pierre
- Zanthoxylum lentiscifolium Champ. ex Benth.[3]